# Electro-Shock Blues
Albums de Eels
Beautiful Freak
(1996) Daisies of the Galaxy
(2000)
Electro-Shock Blues est le deuxième album du groupe de rock Eels. Il est paru sur Dreamworks le 21 septembre 1998 en Europe et le 20 octobre 1998 en Amérique.

## Thèmes
Encore plus personnel et introspectif que son prédécesseur, Beautiful Freak, paru deux ans plus tôt, le second album de Eels voit l'homme derrière le groupe, Mark Oliver Everett, poser un regard sur la mort et l'abandon. Le premier morceau de l'album, Elizabeth on the Bathroom Floor, est écrite en réaction au suicide de sa sœur, Elizabeth. Everett réfère souvent à la maladie de sa mère, en phase terminale d'un cancer du poumon.

## Liste des morceaux
1. Elizabeth on the Bathroom Floor (Mark Everett) – 2:08
2. Going to Your Funeral, Pt. 1 (Mark Everett/Jim Jacobsen/Parthenon Huxley) – 2:37
3. Cancer for the Cure (Mark Everett/Mickey Petralia) – 4:46
4. My Descent Into Madness (Mark Everett/Michael Simpson/Dan Houston/Dan Nakamora) – 3:54
5. 3 Speed (Mark Everett) – 2:45
6. Hospital Food (Mark Everett/Jim Lang/Butch Norton) – 3:23
7. Electro-Shock Blues (Mark Everett/Mickey Petralia) – 2:29
8. Efils' God (Mark Everett/Michael Simpson) – 3:19
9. Going to Your Funeral, Pt. 2 (Mark Everett/Jim Jacobsen) – 1:30
10. Last Stop: This Town (Mark Everett/Michael Simpson) – 3:27
11. Baby Genius (Mark Everett/Jim Lang) – 2:04
12. Climbing to the Moon (Mark Everett) – 3:38
13. Ant Farm (Mark Everett) – 2:11
14. Dead of Winter (Mark Everett) – 2:59
15. The Medication Is Wearing Off (Mark Everett/Mickey Petralia) – 3:51
16. P.S. You Rock My World (Mark Everett) – 3:08

## Au cinéma
- Le titre Cancer for the cure a été utilisé dans le film American Beauty sorti en 1999.